# Internet Explorer 2
Internet Explorer 2 (potocznie nazywany IE2) – graficzna przeglądarka internetowa opublikowana przez Microsoft w listopadzie 1995 dla Windows 95 i Windows NT i w kwietniu 1996 dla Apple Macintosh i Windows 3.1. W Internet Explorerze 2.0 dodano obsługę protokołu TLS, ciasteczka i VRML.

## Historia
| Główna wersja | Szczegółowa wersja | Data wydania     | Zmiany                                      | Dostarczony z                                       |
| ------------- | ------------------ | ---------------- | ------------------------------------------- | --------------------------------------------------- |
| Wersja 2      | 2.0 Beta           | październik 1995 | Wsparcie dla HTML: tabelki i inne elementy. |                                                     |
| Wersja 2      | 2.0                | listopad 1995    | SSL, ciasteczka, VRML, i inne.              | Windows NT 4.0 Windows 95 OSR1 Internet Starter Kit |
| Wersja 2      | 2.01               | ?                | Kilka poprawek.                             |                                                     |